# Liste des cathédrales de la Sicile
Cet article recense les cathédrales de la Sicile en Italie.

## Généralités
La totalité des cathédrales érigées en Sicile sont des édifices de l'Église catholique. Administrativement, la région est sous la juridiction de la région ecclésiastique de Sicile, soit six archidiocèses (Agrigente, Catane, Messine-Lipari-Santa Lucia del Mela, Palerme, Monreale et Syracuse), onze diocèses (Acireale, Caltagirone, Caltanissetta, Cefalù, Mazara del Vallo, Nicosia, Noto, Patti, Piazza Armerina, Raguse et Trapani) et une éparchie (Piana degli Albanesi).
Au total, la région compte dix-huit cathédrales et cinq cocathédrales. On y dénombre également plusieurs anciennes cathédrales : édifices qui ont par le passé accueilli le siège d'un évéché avant de le perdre.

## Liste

### Cathédrales
| Édifice                             | Commune              | Province      | Diocèse                             | Notes | Coordonnées                       | Illus. |
| ----------------------------------- | -------------------- | ------------- | ----------------------------------- | --- | --------------------------------- | ------ |
| Saint-Gerland                       | Agrigente            | Agrigente     | Agrigente                           | Basilique mineure | 37° 18′ 51″ nord, 13° 34′ 34″ est |        |
| Notre-Dame-la-Nova                  | Caltanissetta        | Caltanissetta | Caltanissetta                       | | 37° 29′ 23″ nord, 14° 03′ 50″ est |        |
| Notre-Dame-de-l'Assomption          | Acireale             | Catane        | Acireale                            | Basilique mineure | 37° 36′ 47″ nord, 15° 09′ 58″ est |        |
| Saint-Julien                        | Caltagirone          | Catane        | Caltagirone                         | Basilique mineure inscrite au patrimoine mondial                                                                       | 37° 14′ 14″ nord, 14° 30′ 45″ est |        |
| Sainte-Agathe                       | Catane               | Catane        | Catane                              | Basilique mineure, inscrite au patrimoine mondial                                                                      | 37° 30′ 09″ nord, 15° 05′ 18″ est |        |
| Saint-Nicolas-de-Bari               | Nicosia              | Enna          | Nicosia                             | Basilique mineure | 37° 44′ 52″ nord, 14° 23′ 54″ est |        |
| Notre-Dame-des-Victoires            | Piazza Armerina      | Enna          | Piazza Armerina                     | Basilique mineure | 37° 23′ 06″ nord, 14° 21′ 51″ est |        |
| Notre-Dame-de-l'Assomption          | Messine              | Messine       | Messine-Lipari-Santa Lucia del Mela | Basilique mineure | 38° 11′ 32″ nord, 15° 33′ 19″ est |        |
| Saint-Barthélemy                    | Patti                | Messine       | Patti                               | | 38° 08′ 13″ nord, 14° 57′ 56″ est |        |
| Notre-Sauveur-de-la-Transfiguration | Cefalù               | Palerme       | Cefalù                              | Basilique mineure inscrite au patrimoine mondial (« Palerme arabo-normande et les cathédrales de Cefalú et Monreale ») | 38° 02′ 23″ nord, 14° 01′ 24″ est |        |
| Notre-Dame-la-Neuve                 | Monreale             | Palerme       | Monreale                            | Basilique mineure inscrite au patrimoine mondial (« Palerme arabo-normande et les cathédrales de Cefalú et Monreale ») | 38° 04′ 55″ nord, 13° 17′ 32″ est |        |
| Notre-Dame-de-l'Assomption          | Palerme              | Palerme       | Palerme                             | Patrimoine mondial | 38° 06′ 52″ nord, 13° 21′ 22″ est |        |
| Saint-Démétrios-Grand-Martyr        | Piana degli Albanesi | Palerme       | Piana degli Albanesi                | Église grecque-catholique italo-albanaise                                                                              | 37° 59′ 46″ nord, 13° 17′ 07″ est |        |
| Saint-Jean-Baptiste                 | Raguse               | Raguse        | Raguse                              | Patrimoine mondial | 36° 55′ 33″ nord, 14° 43′ 42″ est |        |
| Saint-Nicolas                       | Noto                 | Syracuse      | Noto                                | Basilique mineure, patrimoine mondial                                                                                  | 36° 53′ 29″ nord, 15° 04′ 15″ est |        |
| Nativité-de-Notre-Dame              | Syracuse             | Syracuse      | Syracuse                            | Patrimoine mondial | 37° 03′ 34″ nord, 15° 17′ 37″ est |        |
| Très-Saint-Sauveur                  | Mazara del Vallo     | Trapani       | Mazara del Vallo                    | Basilique mineure | 37° 39′ 04″ nord, 12° 35′ 25″ est |        |
| Saint-Laurent-Martyr                | Trapani              | Trapani       | Trapani                             | Basilique mineure | 38° 00′ 58″ nord, 12° 30′ 29″ est |        |

### Cocathédrales
| Édifice                          | Commune              | Province | Diocèse                             | Notes                                                          | Coordonnées                       | Illus. |
| -------------------------------- | -------------------- | -------- | ----------------------------------- | -------------------------------------------------------------- | --------------------------------- | ------ |
| Saint-Barthélemy                 | Lipari               | Messine  | Messine-Lipari-Santa Lucia del Mela |                                                                | 38° 28′ 00″ nord, 14° 57′ 27″ est |        |
| Très-Saint-Sauveur (it)          | Messine              | Messine  | Messine-Lipari-Santa Lucia del Mela |                                                                | 38° 11′ 29″ nord, 15° 33′ 03″ est |        |
| Saint-Martyrs-du-XXe-Siècle (it) | Patti                | Messine  | Patti                               |                                                                | 38° 08′ 11″ nord, 14° 58′ 19″ est |        |
| Notre-Dame-de-l'Assomption       | Santa Lucia del Mela | Messine  | Messine-Lipari-Santa Lucia del Mela |                                                                | 38° 08′ 25″ nord, 15° 16′ 59″ est |        |
| Notre-Dame-de-l'Amiral           | Palerme              | Palerme  | Piana degli Albanesi                | Église grecque-catholique italo-albanaise ; patrimoine mondial | 38° 06′ 53″ nord, 13° 21′ 46″ est |        |

### Anciennes cathédrales
| Édifice                         | Commune         | Province  | Notes                                             | Coordonnées                       | Illus. |
| ------------------------------- | --------------- | --------- | ------------------------------------------------- | --------------------------------- | ------ |
| Notre-Dame-des-Grecs            | Agrigente       | Agrigente |                                                   | 37° 18′ 46″ nord, 13° 34′ 41″ est |        |
| Sainte-Agathe-la-Vétuste        | Catane          | Catane    |                                                   | 37° 30′ 25″ nord, 15° 05′ 01″ est |        |
| Notre-Dame-de-l'Assomption (it) | Troina          | Enna      | Cathédrale de l'ancien diocèse de Troina (it)     | 37° 47′ 07″ nord, 14° 36′ 04″ est |        |
| Notre-Dame (it)                 | Patti           | Messine   | Basilique mineure                                 | 38° 08′ 29″ nord, 15° 02′ 47″ est |        |
| Saint-Nicolas-de-Bari (it)      | Termini Imerese | Palerme   | Cathédrale de l'ancien diocèse de Termini Imerese | 37° 59′ 14″ nord, 13° 41′ 50″ est |        |
| Notre-Dame-et-Saint-Alphius     | Lentini         | Syracuse  |                                                   | 37° 17′ 07″ nord, 14° 59′ 54″ est |        |
| Saint-Jean-des-Catacombes (it)  | Syracuse        | Syracuse  | En ruines                                         | 37° 04′ 37″ nord, 15° 17′ 04″ est |        |